# Grzegorz Piechna
Grzegorz Piechna, né le 18 septembre 1976 à Opoczno, est un footballeur polonais, qui joue au poste d'attaquant.

## Carrière
- Avant 1997 :  Pilica Tomaszów Mazowiecki
- 1997-1998 :  WOY Bukowiec Opoczyński
- 1998-2000 :  Ceramika Opoczno
- 2000-2001 :  Pelikan Łowicz
- 2001-2003 :  Ceramika Paradyż
- 2003-2004 :  Heko Czermno
- 2004-2006 :  Korona Kielce
- 2006-2007 :  Torpedo Moscou
- 2007 :  Widzew Łódź
- 2008 :  Polonia Varsovie
- 2009 :  Kolejarz Stróże
- 2009 :  Ceramika Opoczno
- 2010 :  AÉ Dóxa Kranoúlas
- 2010-2011 :  Ceramika Opoczno
- 2011-2012 :  Woy Bukowiec Opoczyński
- 2012-2013 :  Lechia Tomaszów Mazowiecki
- 2015 :  Ceramika Opoczno

### Équipe nationale
- Grzegorz Piechna a commencé sa carrière internationale face à la Estonie le 16 novembre 2005, match durant lequel il a inscrit le seul but de la partie.
- Il totalise ? matchs et 1 but avec l'équipe nationale.